# Waldthurn
Waldthurn è un comune tedesco di 2 133 abitanti, situato nel land della Baviera.